# Rocky Ground
"Rocky Ground" er en sang skrevet og indspillet af den amerikanske musiker Bruce Springsteen. Det er den anden single fra hans album, Wrecking Ball og vil blive udgivet som en 7" single den 21. april 2012.
Sangen fik sin live-debut den 9. marts 2012 under en Springsteen og E Street Band koncert i Apollo Theatre. 

## Lyrik og musik
Sangen er tung med et religiøst tema og har et gospel kor på. Sanger, Michelle Moore synger kor samtidig med hun rapper, hvilket er Springsteens første sang med rapmusik.

## Trackliste
1. "Rocky Ground: 4:40
2. "The Promise (live from the Carousel, Ashbury Park)": 5:59[2]